# Eufrósine Ducas
Eufrósine Ducas Camatero (en griego: Ευφροσύνη Δούκαινα Καματερίνα ή Καματηρά c. 1155-1211), emperatriz bizantina, fue la esposa del emperador bizantino Alejo III Ángelo.

## Biografía
Eufrósine fue la hija de Andrónico Ducas Camatero, un oficial de alto rango que tenía los títulos de gran drungario y pansebasto (fallecido en 1176). Estaba emparentada con el emperador Constantino X e Irene Ducas, emperatriz de Alejo I Comneno. Sus dos hermanos se habían rebelado contra Andrónico I Comneno; uno fue apresado y al otro se lo cegó.
Eufrósine se casó con Alejo Ángelo, el hermano mayor del futuro emperador Isaac II Ángelo hacia 1169. Aunque Isaac II dotó a su hermano de muchos títulos y honores, Alejo se apropió del trono el 8 de abril de 1195, deponiendo a Isaac y proclamándose a sí mismo emperador. En esto le ayudó Eufrósine, quien había organizado un partido de defensores aristocráticos. Eufrósine tomó el control del palacio y sofocó la oposición por sí misma, asegurando el acceso de su esposo al trono por sobornos sistemáticos.
Eufrósine era una mujer dominante con talento para la política, y ella virtualmente gobernó el Imperio en el nombre de Alejo III, quien estaba preocupado ante todo con placer y propósitos ociosos. Daba órdenes por sí misma e incluso cambiaba los decretos de Alejo cuando a ella le convenía, y aseguró el retiro del capaz ministro Constantino Mesopotamita. Eufrósine y Alejo fueron criticados por su amor por las galas y el enriquecimiento de sus familiares a costa del dinero público. Su propio hermano, Basilio Kamateros, y su yerno, Andrónico Kontostéfanos, acusó a Eufrósine de adulterio con uno de sus ministros, un noble llamado Vatatzes. Alejo III creyó tales alegaciones e hizo ejecutar a Vatatzes. Eufrósine fue despojada de sus galas imperiales y desterrada a un convento en Nematarea en octubre de 1196. Sin embargo, sus parientes convencieron a Alejo para que la repusiera en el trono, y ella fue llamada de nuevo seis meses más tarde en la primavera de 1197.
En 1203, enfrentado con la cuarta cruzada y el regreso de su sobrino, Alejo IV Ángelo, Alejo III huyó de Constantinopla con un magnífico tesoro y algunas parientes femeninas, entre ellas su hija Irene. Dejó atrás a Eufrósine y fue inmediatamente apresada por el nuevo régimen. Alejo IV pronto fue estrangulado por Alejo Ducas Murzuflo, el amante de Eudoxia, hija de Eufrósine, quien entonces se proclamó emperador como Alejo V. En abril de 1204 Eufrósine abandonó la ciudad junto con su hija y Alejo V, y marcharon a Mosinópolis, donde el esposo de Eufrósine se había refugiado. Alejo III hizo cegar a Alejo V y lo abandonó a los cruzados, que lo ejecutaron.
Eufrósine y Alejo III huyeron por Grecia a Tesalónica y Corinto, pero finalmente fueron capturados por Bonifacio de Montferrato y apresados. En 1209 o 1210 pagó su rescate su primo Miguel I de Epiro, y Eufrósine pasó el resto de su vida en Arta. Murió en 1210 o 1211.

## Familia
De su esposo, Alejo III Ángelo, Eufrósine tuvo tres hijas:
1. Irene Ángelo, quien se casó (1) Andrónico Contostéfano; (2) Alejo Paleólogo, a través del cual fue la abuela del emperador Miguel VIII Paleólogo.
2. Ana Ángelo, quien se casó (1) con el sebastocrátor Isaac Cómneno, sobrino-nieto del emperador Manuel I Comneno; (2) Emperador Teodoro I Láscaris de Nicea.
3. Eudoxia Ángelo, quien se casó con (1) el rey Esteban I Nemanjić de Serbia; (2) el emperador Alejo V Ducas; (3) León Esguro, gobernante de Corinto.

En línea matrilineal directa de esta emperatriz Eufrósine Ducas desciende, tras 27 generaciones la gran duquesa Olga Konstantínova Románova (1851-1926) que se convirtió en 1867 en Reina-consorte de los helenos al casarse con el rey Jorge I de Grecia. La reina Olga más tarde, en 1920, se convirtió también en la regente de su reino, Grecia.
Esta descendencia matrilineal de la emperatriz Eufrósine es, de manera excepcional, verificable. Aún hay descendientes matrilineales vivos. Muy excepcionales en longevidad, su descendencia matrilineal ha durado ya más de 800 años, que pueden de manera no concluyente utilizarse para probar si la esposa de Alejo era de origen armenio o etíope.